# Trèo cây Myanmar
Trèo cây Myanmar, tên khoa học Sitta neglecta, là một loài chim trong họ Sittidae. Chúng được tìm thấy ở Campuchia, Lào, Myanmar, Thái Lan, và Việt Nam.